# Sal'sk
Sal'sk è una città della Russia europea meridionale (oblast' di Rostov). Appartiene amministrativamente al rajon Sal'skij, del quale è il capoluogo.
Sorge nella parte meridionale della oblast', nella pianura ciscaucasica sul fiume Srednij Egorlyk (affluente del Manyč), circa 180 chilometri a sudest del capoluogo regionale Rostov sul Don.